# Iffendic
Iffendic (pronounced Findic, tiếng Breton: Ilfentig, Gallo: Fendic) là một xã của tỉnh Ille-et-Vilaine, thuộc vùng Bretagne, miền tây bắc nước Pháp.

## Dân số
Người dân ở Iffendic được gọi là Iffendicois.
| Năm | 1962 | 1968 | 1975 | 1982 | 1990 | 1999 |
| --- | ---- | ---- | ---- | ---- | ---- | ---- |
| Dân số | 2320 | 2528 | 2416 | 2580 | 2675 | 3047 |
| From the year 1962 on: No double counting—residents of multiple communes (e.g. students and military personnel) are counted only once. |      |      |      |      |      |      |